# Becky (película)
Becky es una película de suspenso y acción estadounidense de 2020 dirigida por Jonathan Milott y Cary Murnion, a partir de un guion de Nick Morris, Lane Skye y Ruckus Skye. La película está protagonizada por Lulu Wilson, Kevin James y Joel McHale.
Becky estaba programada para tener su estreno mundial en el Festival de Cine de Tribeca en abril de 2020, pero el festival se pospuso debido a la pandemia de COVID-19. Fue estrenada en video bajo demanda, plataformas digitales y en autocines seleccionados el 5 de junio de 2020 por Quiver Distribution y Redbox Entertainment. La película recibió reseñas mixtas de los críticos, aunque muchos elogiaron la actuación de Wilson. Una secuela, The Wrath of Becky, tuvo su estreno mundial en South by Southwest (SXSW) el 10 de marzo de 2023, con Wilson regresando en el papel principal.

## Reparto
- Lulu Wilson como Becky Hopper
- Kevin James como Dominick Lewis
- Joel McHale como Jeff Hopper
- Amanda Brugel como Kayla
- Robert Maillet como Wallace Landham AKA Apex
- Ryan McDonald como Sonny Cole
- James McDougall como Roman Hammond

## Producción
En mayo de 2019, se anunció que Simon Pegg y Lulu Wilson se habían unido al elenco de la película, con Jonathan Milott y Cary Murnion dirigiendo un guion de Nick Morris, Lane Skye y Ruckus Skye. En julio de 2019, se anunció que Kevin James se había unido al elenco de la película, reemplazando a Pegg, quien se retiró debido a un conflicto de programación. En agosto de 2019, Joel McHale, Amanda Brugel y Robert Maillet se unieron al elenco de la película.

## Estreno
La película estaba programada para tener su estreno mundial en el Festival de Cine de Tribeca el 20 de abril de 2020. Sin embargo, el festival fue pospuesto debido a la pandemia de COVID-19. Ese mismo mes, Quiver Distribution y Redbox Entertainment adquirieron los derechos de distribución de la película y la programaron para su estreno el 5 de junio de 2020.
A lo largo de sus primeros 10 días de lanzamiento, la película se ubicó en el puesto 8 en las listas de alquiler de Spectrum y en el puesto 12 en iTunes Store.